# رومبورک
رومبورک (به لاتین: Rumburk) یک منطقهٔ مسکونی در جمهوری چک است که در ناحیه دیتشین واقع شده‌است. رومبورک ۱۱٬۲۰۰ نفر جمعیت دارد.